# Takumi Adachi
Takumi Adachi (jap. 安達巧 Adachi Takumi; ur. 11 kwietnia 1966 w prefekturze Kagoshima) – japoński zapaśnik w stylu wolnym. Olimpijczyk z 1992 w Barcelonie, gdzie zajął jedenaste miejsce w kategorii 62 kg.
Czwarty na mistrzostwach świata w 1990. Złoty medal na igrzyskach azjatyckich w 1990. Złoto na mistrzostwach Azji w 1987 i brąz w 1993 roku.